# Hieracium eulasium
Hieracium eulasium es una especie de planta con flor del género Hieracium, de la familia Asteraceae, orden Asterales.

## Distribución
Hieracium eulasium se distribuye por Suecia.

## Taxonomía
Fue descrita científicamente por Dahlst. ex T. Tyler. Fue publicada en Nordic J. Bot.